# Harold Faltermeyer
Harold Faltermeyer (de son vrai nom Harold Faltermeier, le prénom se dérive de son parrain américain Colonel Harold H  Clark) est un compositeur et producteur de musique de film allemand, né le 5 octobre 1952 à Munich.
Il est célèbre pour être l'un des compositeurs de bandes originales « synthpop » des années 1980, notamment grâce à Axel F, le thème électronique du film Le Flic de Beverly Hills sorti en 1984.
Il a également travaillé comme musicien, producteur et arrangeur musical pour des artistes ou des groupes tels que Donna Summer, Amanda Lear, Patti LaBelle, Barbra Streisand, Glenn Frey, Blondie, Laura Branigan, La Toya Jackson, Billy Idol, Jennifer Rush, Cheap Trick, Sparks, Bob Seger, Bonnie Tyler, Al Corley ou encore les Pet Shop Boys.
Il a remporté deux Grammy Awards : le premier en 1986 pour la bande-son du Flic de Beverly Hills, le second en 1987 comme meilleure performance instrumentale pop pour le titre Top Gun Anthem, partagé avec le guitariste Steve Stevens.

## Biographie
Harold Faltermeyer naît à Munich, en RFA. Sa mère, Anneliese Schmidt, est femme au foyer, alors que son père, Hugo Faltermeyer, est homme d'affaires dans la construction. Encouragé par ses parents, Harold commence à jouer du piano dès l'âge de 6 ans.
À 11 ans, un professeur de musique de Nuremberg découvre le talent de Harold ainsi que son "oreille", déjà bien développée. Il reçoit alors une formation de musique classique, tout en s'intéressant au Rock 'n' roll. Il joue de l'orgue, puis étudie la trompette et le piano à l'Académie de musique de Munich.
En attendant d'entrer dans une université, il décroche ensuite un travail dans un studio d'enregistrement. Durant 3 ans, il réalise des sessions d'enregistrement d'œuvres classiques majeures pour le prestigieux label Deutsche Grammophon.

### Débuts de carrière
En 1978, le compositeur italien Giorgio Moroder le fait venir à Los Angeles pour travailler comme arrangeur et claviériste sur la bande originale du film Midnight Express d'Alan Parker. Ils continueront leur collaboration pendant plusieurs années en produisant pour des artistes comme Donna Summer (notamment le tube Hot Stuff) ou en travaillant sur des films comme American Gigolo ou encore Foxes. Harold Faltermeyer se crée alors une réputation internationale notamment grâce à son utilisation avant-gardiste des synthétiseurs.

### Succès
Il devient un musicien-producteur très en vue et est engagé pour composer la musique du film Voleur de désirs de Douglas Day Stewart, un film produit par Don Simpson et Jerry Bruckheimer. On y retrouve des chansons qu'il compose entre autres pour Melissa Manchester, Annabella Lwin et Elizabeth Daily.
Le succès vient surtout grâce à son travail sur Le Flic de Beverly Hills de Martin Brest, toujours produit par Don Simpson et Jerry Bruckheimer. Le thème principal, Axel F (en référence au nom du héros, Axel Foley), devient un tube mondial et consacre vraiment Harold Faltermeyer. Aux États-Unis, le titre est notamment 1er dans le classement Hot Adult Contemporary Tracks et 3e au Billboard Hot 100.
En 1985, il compose la bande son du film Fletch aux trousses de Michael Ritchie. Il développe dans le thème du film une utilisation expérimentale des synthétiseurs et des percussions. Il compose également le titre Bit by Bit, interprété par Stephanie Mills.
Malgré sa popularité grandissante, la plupart de ses compositions pour des films ne sont pas commercialisées en CD. Ses compositions instrumentales sont souvent reléguées en "faces B" des singles de bandes originales. Cependant, son travail sur les films Running Man (Paul Michael Glaser, 1987) et Kuffs (Bruce A. Evans, 1992) connaîtront des sorties en CD. En janvier 2007, le label La La Land Records éditera à 3000 copies la bande originale de Tango et Cash (Andrei Konchalovsky et Albert Magnoli, 1989).
En 1987, il sort l'album Harold F qui contient des apparitions vocales de différents chanteurs ainsi que Axel F en titre bonus et le titre Bad Guys (basé sur le thème du Flic de Beverly Hills 2, réalisé par Tony Scott en 1987).
En 1990, il coproduit l'album Behaviour des Pet Shop Boys dans son propre studio près de Munich. L'album est un succès et se classe notamment 2e au Royaume-Uni.

### Influences
Le thème Axel F a été enregistré en utilisant trois instruments : les synthétiseurs Roland Jupiter-8, Roland JX-3P et Yamaha DX7 ainsi qu'une boîte à rythmes LinnDrum. Axel F est repris par de nombreux artistes, notamment en 2005 par Crazy Frog, qui se classe n°1 dans de nombreux pays comme l'Australie, la Belgique, le Danemark, la Norvège, l'Espagne ou le Royaume-Uni.
Comme les compositions de Bill Conti pour la saga Rocky, le travail d'Harold Faltermeyer devient une inspiration pour les compositeurs et marque le style musical de nombreux films. Par ailleurs, la musique du jeu vidéo F/A-18 Interceptor (édité en 1988) s'inspire de celle de Top Gun.
En 1991, Sylvester Levay signe la bande originale du film parodique Hot Shots! de Jim Abrahams en s'inspirant du style de Faltermeyer pour Top Gun.
De beaucoup de façons, son travail sur des films d'action des années 1980, a présagé celui que Hans Zimmer perpétuerait pendant le milieu des années 1990. Son style a défini celui des années 1980 avec des synthétiseurs très lourds et mélodieux et avec beaucoup de rythmiques. Hans Zimmer et d'autres s'inspireront de cela dans les années 1990.

### Suite de carrière
Dans une interview accordée en 2006, il déclare qu'après Tango et Cash, en 1989, il a décidé de retourner en Allemagne pour élever ses enfants. Depuis son studio Red Deer Studios Estate à Munich, il continue alors de produire des titres et des bandes originales mais principalement pour le marché allemand.
En 2002, il se rend à Vienne où il écrit avec Rainhard Fendrich, la comédie musicale Wake Up, qui sera jouée pendant deux ans au Raimundtheater.
Mais il décide de retourner à Los Angeles et compose la musique du jeu vidéo de rôle Two Worlds en 2007.
Courant 2009, le réalisateur Kevin Smith le contacte pour son film Top Cops, un film reprenant le genre du « buddy movie », très populaire dans les années 80.

## Filmographie

### Comme compositeur

#### Longs métrages
- 1984 : Didi - Der Doppelgänger de Reinhard Schwabenitzky (cocomposée avec Arthur Lauber)
- 1984 : Voleur de désirs (Thief of Hearts) de Douglas Day Stewart
- 1984 : Le Flic de Beverly Hills (Beverly Hills Cop) de Martin Brest
- 1985 : Fletch aux trousses (Fletch) de Michael Ritchie
- 1986 : Top Gun de Tony Scott
- 1987 : Le Flic de Beverly Hills 2 (Beverly Hills Cop II) de Tony Scott
- 1987 : Beauté fatale (Fatal Beauty) de Tom Holland
- 1987 : Running Man (The Running Man) de Paul Michael Glaser
- 1989 : Autant en emporte Fletch! (Fletch Lives) de Michael Ritchie
- 1989 : Tango et Cash (Tango and Cash) d'Andrei Konchalovsky et Albert Magnoli
- 1990 : Feu, Glace et Dynamite de Willy Bogner
- 1992 : Kuffs de Bruce A. Evans
- 1994 : Astérix et les Indiens (Asterix in Amerika) de Gerhard Hahn
- 1994 : White Magic de Willy Bogner
- 2010 : Top Cops (Cop Out) de Kevin Smith
- 2022 : Top Gun : Maverick de Joseph Kosinski

#### Courts métrages
- 2001 : Ski to the Max de Willy Bogner
- 2003 : Lockdown on Main Street de Catherine Hollander et Laura Nix
- 2003 : Game Theory de Philip Harrison et Laura Nix
- 2004 : Danger Zone: The Making of 'Top Gun'
- 2004 : Best of the Best: Inside the Real Top Gun de David Crowther

#### Télévision
- 1998 : Der König von St. Pauli (feuilleton télévisé) de Dieter Wedel
- 1999 : Typisch Ed! (téléfilm) de Franz Peter Wirth

### Comme arrangeur uniquement
- 1978 : Midnight Express d'Alan Parker
- 1980 : Foxes d'Adrian Lyne
- 1980 : American Gigolo de Paul Schrader

## Discographie
Comme auteur / producteur / arrangeur / musicien
- 1977 : Amanda Lear - I am a Photograph
- 1978 : Suzi Lane - Ooh, La, La
- 1978 : Roberta Kelly - Gettin' The Spirit
- 1978 : Dee D. Jackson - Cosmic Curves
- 1978 : Giorgio Moroder & Chris Bennett : Love's in You, Love's in Me
- 1978 : Giorgio Moroder - Battlestar Galactica
- 1979 : Janis Ian - Night Rains
- 1979 : The Sylvers - Disco Fever
- 1979 : The Three Degrees - Three D
- 1979 : Donna Summer - Bad Girls
- 1980 : Donna Summer - The Wanderer
- 1980 : Sparks - Terminal Jive
- 1980 : Giorgio Moroder - E=mc2
- 1981 : Donna Summer - I'm A Rainbow (édité seulement en 1996)
- 1984 : Al Corley - Square Rooms
- 1984 : Laura Branigan - Self Control
- 1985 : Laura Branigan - Hold Me
- 1985 : Richard T. Bear - The Runner
- 1985 : E. G. Daily - Wildchild
- 1986 : Billy Idol - Whiplash Smile
- 1987 : Donna Summer - All Systems Go
- 1987 : Jennifer Rush - Heart Over Mind
- 1988 : Jennifer Rush - Passion (1988)
- 1990 : Pet Shop Boys - Behaviour
- 1990 : Dominoe - The Key
- 1991 : Chris Thompson - Beat of Love
- 1991 : Falco - Jeanny (Remix)
- 1991 : Falco - Emotional (Remix) (1991)
- 1993 : Chaya - Here's to Miracles
- 1998 : Marshall & Alexander - Marshall & Alexander
- 1999 : Bonnie Tyler - All in One Voice

Sélection de singles
- 1983 : Camino De Lobo: Carmen Disco Suite avec Wolff Gerhard[4].
- 1984 : Valerie Claire: I'm a Model (Tonight's the Night)
- 1985 : Valerie Claire: Shoot Me Gino
- 1987 : John Parr : Restless Heart (Running Away with You), composée et produite pour le film Running Man, cependant la chanson n'apparaît pas dans l'album de la bande originale[5],[6].
- 1990 : Kathy Joe Daylor: With Every Beat of My Heart

En solo
- 1987 : Harold F
- 1988 : Worldhits
- 1991 : Harold Faltermeyer feat. Joe Pizzulo : Olympic Dreams (single)

## Compositeur de musiques de jeux vidéo
- 1997 : Jack Orlando
- 2007 : Two Worlds développé par Reality Pump